# James Edward Keeler
James Edward Keeler (LaSalle, 10 settembre 1857 – San Francisco, 12 agosto 1900) è stato un astronomo statunitense, cofondatore della rivista Astrophysical Journal.
| 452 Hamiltonia  | 6 dicembre 1899 |
| (20958) A900 MA | 29 giugno 1900  |

## Biografia
Keeler ha iniziato a lavorare all'Osservatorio Lick nel 1888. L'ha lasciato nel 1891 quando è stato nominato direttore dell'Osservatorio Allegheny dell'Università di Pittsburgh. Nello stesso anno si è sposato.
Nel 1895, insieme a George Hale, Keeler ha fondato la rivista Astrophysical Journal, tutt'oggi una delle più autorevoli riviste di astronomia e astrofisica.
Nel 1898 è ritornato all'osservatorio Lick, questa volta come direttore. Muore due anni dopo, nel 1900, a causa di un ictus improvviso. Le sue ceneri furono poste in una cripta situata alla base del telescopio Keeler da 30 pollici dell'osservatorio Allegheny.

## Ricerche
Il 7 gennaio del 1888, usando il telescopio James Lick all'osservatorio Lick, Keeler è stato il primo ad osservare la divisione negli anelli di Saturno che oggi si chiama divisione di Encke. La divisione porta il nome di Johann Encke che ha svolto ampie osservazioni dell'anello A, mentre in onore di Keeler è stata battezzata la divisione di Keeler, scoperta dal programma Voyager.
Nel 1895 i suoi studi spettroscopici sugli anelli di Saturno hanno dimostrato che parti differenti degli anelli riflettono la luce con differente spostamento Doppler, a causa del loro differente moto di rivoluzione intorno a Saturno.. Questa è stata la prima conferma visiva della teoria di James Clerk Maxwell secondo cui gli anelli erano formati da innumerevoli piccoli oggetti, ciascuno orbitante autonomamente attorno al pianeta.
Le sue osservazioni con il telescopio Crossley all'osservatorio Lick hanno ampliato le conoscenze astronomiche delle nebulose e hanno permesso di dimostrare l'importanza di telescopi rifrattori di grandi dimensioni.
Keeler ha scoperto anche due asteroidi, uno nel 1899 e uno nel 1900, anche se il secondo era stato perduto e ritrovato solo cent'anni dopo.

## Onorificenze
Keeler ha vinto la medaglia Henry Draper nel 1899.
Un picco vicino al Monte Whitney è stato chiamato Keeler Needle, poiché nel 1880 Keeler ha preso parte a una spedizione proprio sul Monte Whitney per studiare come la radiazione solare viene selettivamente assorbita dall'atmosfera terrestre.
Oltre alla già citata divisione di Keeler, portano il suo nome anche un cratere su Marte (Keeler), uno sulla Luna (Keeler) e un asteroide (2261 Keeler).